# Francis Hallé
Francis Hallé (Seine-Port, 15 de abril de 1938) é um botânico e biólogo francês.